# 海蜷蟹守螺
海蜷蟹守螺（学名：Clypeomorus batillariaeformis），是中腹足目蟹守螺科Clypeomorus的一种。主要分布于印度尼西亚、台湾，常栖息在礁石海岸的潮间带。